# Spirou (revista)
O Jornal Spirou, é uma revista de banda desenhada franco-belga. Publicada pela primeira vez a 21 de Abril de 1938 como Le Journal de Spirou. Inicialmente, era uma revista semanal com oito páginas, composta por uma mistura de histórias curtas e Gags, tiras de BD, e um punhado de BD americana.

## História
Em 1936, o editor Jean Dupuis colocou os seus filhos Paul e Charles então com 19 anos, à frente de uma nova revista destinada ao mercado juvenil. A sua intenção era a de competir com a revista francesa da Disney o Le journal de Mickey que se encontrava no mercado desde 1934. No início, era uma revista de grande formato, apenas disponível em francês e só na Valónia. Ele criou dois novos personagens, o epónimo Spirou, desenhado pelo jovem francês Rob-Vel, e Tif (Les Aventures de Tif, posteriormente, Tif et Tondu) desenhado por Fernand Dineur e introduziu BD americana, como o Super-Homem, Red Ryder e Brick Bradford. Alguns meses mais tarde, a BD holandesa de nome Robbedoes (27 de Outubro de 1938). Gradualmente, a BD americana e as re-impressões foram substituídos por novas produções europeias. Pelos anos 50 (século XX), já quase todo o conteúdo era feitos especialmente para a revista. Charles Dupuis permaneceu como redactor-chefe da revista até 1955, altura em que nomeou Yvan Delporte para o lugar, de forma a que se pudesse concentrar no seu crescente interesse pela publicação da revista em álbuns. Os Smurfs de Peyo, estrearam-se a 23 de Outubro de 1958. A família Dupuis vendeu os direitos da revista em 1985.
Desde o início da revista, vários criadores de renome da BD europeia, estiveram envolvidos na sua criação, nomeadamente, Jijé, André Franquin, Morris, Will (os membros fundadores da "escola Marcinelle"), Peyo, Eddy Paape, Maurice Tillieux, Roger Leloup, Roba, Derib, Raoul Cauvin, e muitos mais.

## Formato
O público-alvo é entre os 9 e os 16 anos, embora a revista apele também a muitos adultos. Ao longo dos anos, o Jornal Spirou sofreu algumas alterações de formato e tornou-se gradualmente mais espessa, podendo ter em média 68 páginas. Foi distribuído na maioria dos países francófonos, e durante alguns anos, apareceram edições em outros idiomas, nomeadamente em Espanha e Portugal. O Jornal Spirou é também reeditados trimestral como livro, compilando treze fascículos consecutivos. Já foram publicados 288 até Setembro de 2006.
Tem algumas páginas de publicidade e são postas de lado outras para conteúdo em texto para a iteração com os leitores (jogos, cartas, anedotas, etc.) Muitas vezes um tema geral é usado para dar à revista alguma unidade em vez de ser apenas uma colecção de tiras independentes.
Juntamente com a revista Tintin (fundada em 1946), foi considerado o pai da escola da BD franco-belga, até aos anos 70 (século XX) altura em que a sua importância começou a diminuir. Ainda em publicação, o Jornal Spirou vende em média 100.000 exemplares por semana. Robbedoes a BD de origem holandesa, acabou finalmente por ser posta de parte em Setembro de 2005, após mais de 3500 edições semanais.

## Título
- A 21 de Abril de 1938, é criada a revista com o nome de Le Journal de Spirou.
- A 1 de Maio de 1947, é renomeada para Spirou.
- A 5 de Outubro de 1988, é renomeada novamente, para Spirou Magaziiiine
- A 12 de Janeiro de 1994, volta novamente a chamar-se Spirou.
- A 25 de Janeiro de 2006, passa a Spirou Hebdo.
- A 16 de Abril de 2008, regressa a Spirou.